# Nordamerikanische und karibische Handballmeisterschaft der Männer
Die Nordamerikanische und karibische Handballmeisterschaft der Männer ist ein internationaler Handballwettbewerb für Nationalmannschaften in Nordamerika und der Karibik. Veranstalter ist die Handballkonföderation Nordamerikas und der Karibik (NACHC).
Seit der Austragung 2020 ist jeweils die Siegermannschaft für die Weltmeisterschaft qualifiziert. Zuvor konnten sich die Teams aus Nordamerika und der Karibik für die Panamerikameisterschaft qualifizieren.

## Turniere und Teilnehmer
| Jahr | Gastgeberland                           | Teams                                   | 1. Platz                                | 2. Platz                                | 3. Platz                                | weitere Platzierungen                               |
| ---- | --------------------------------------- | --------------------------------------- | --------------------------------------- | --------------------------------------- | --------------------------------------- | --------------------------------------------------- |
| 2014 | Mexiko                                  | 5                                       | Grönland                                | Kuba                                    | Vereinigte Staaten                      | Mexiko, Puerto Rico                                 |
| 2016 | nicht ausgetragen                       | nicht ausgetragen                       | nicht ausgetragen                       | nicht ausgetragen                       | nicht ausgetragen                       | nicht ausgetragen                                   |
| 2018 | Mexiko                                  | 6                                       | Kuba                                    | Kanada                                  | Puerto Rico                             | Mexiko, Vereinigte Staaten, Dominikanische Republik |
| 2020 | wegen der COVID-19-Pandemie ausgefallen | wegen der COVID-19-Pandemie ausgefallen | wegen der COVID-19-Pandemie ausgefallen | wegen der COVID-19-Pandemie ausgefallen | wegen der COVID-19-Pandemie ausgefallen | wegen der COVID-19-Pandemie ausgefallen             |
| 2022 | Mexiko                                  | 4                                       | Vereinigte Staaten                      | Grönland                                | Kuba                                    | Mexiko                                              |
| 2024 | Mexiko                                  | 6                                       | Kuba                                    | Mexiko                                  | Grönland                                | Vereinigte Staaten, Kanada, Puerto Rico             |